# Śrem (powiat polkowicki)
Śrem – wieś w Polsce położona w województwie dolnośląskim, w powiecie polkowickim, w gminie Gaworzyce.

## Podział administracyjny
W latach 1975–1998 miejscowość należała administracyjnie do województwa legnickiego.

## Demografia
Według Narodowego Spisu Powszechnego (III 2011 r.) liczył 55 mieszkańców. Jest najmniejszą miejscowością gminy Gaworzyce.

## Nazwa
Nazwa pochodzi od staropolskiej nazwy oznaczającej wstyd, hańbę - "sromu". Heinrich Adamy w swoim dziele o nazwach miejscowych na Śląsku wydanym w 1888 roku we Wrocławiu wymienia najstarszą nazwę miejscowości w polskiej formie Srem. Srom tłumacząc jej znaczenie "Schandfleck" czyli po polsku "plama na honorze, wstyd, hańba". Nazwa została później zgermanizowana przez Niemców na Schrom w wyniku czego utraciła swoje pierwotne znaczenie.

## Zabytki
Do wojewódzkiego rejestru zabytków wpisany jest:
- zespół pałacowy, z 1820 r.:
  - pałac
  - park